# Alain de Botton
Alain de Botton (Zurigo, 20 dicembre 1969) è uno scrittore e filosofo svizzero naturalizzato britannico.
I suoi libri trattano vari argomenti e temi contemporanei, sottolineando la rilevanza della filosofia per la vita quotidiana. Ha pubblicato Esercizi d'amore (1993), che ha venduto due milioni di copie. Tra i suoi altri best seller ricordiamo Come Marcel Proust può cambiarvi la vita (1997), L'importanza di essere amati (2004) e Architettura e felicità (2006), tutti pubblicati in Italia da Guanda. 
All'attività di scrittore ha affiancato quella di presentatore televisivo e imprenditore culturale. Alain de Botton scrive in inglese. 

## Biografia
De Botton è nato a Zurigo, figlio di Jacqueline (nata Burgauer) e Gilbert de Botton. Gilbert è nato ad Alessandria d'Egitto, ma dopo essere stato espulso sotto la presidenza di Nasser, è andato a vivere e lavorare in Svizzera, dove ha co-fondato una società di investimenti, la Global Asset Management; si stima che la sua famiglia avesse un valore di 234 milioni di sterline nel 1999.
La madre di Alain de Botton, nata in Svizzera, era aschenazita, mentre il padre proveniva da una famiglia ebrea sefardita della città di Boton in Castiglia e León. Tra gli antenati di De Botton c'è Abraham de Boton. La nonna paterna di De Botton era Yolande Harmer, una giornalista ebrea-egiziana che operò come spia per lo Stato di Israele e morì a Gerusalemme.
Alain ha una sorella, Miel, e ha ricevuto un'educazione laica. Alain ha trascorso i primi dodici anni della sua vita in Svizzera, dove è stato educato parlando francese e tedesco. 
De Botton ha frequentato la Dragon School, dove l'inglese è diventato la sua lingua primaria. In seguito è stato mandato a studiare nel collegio pubblico della Harrow School. Ha spesso descritto la sua infanzia come quella di un bambino timido che viveva in collegio.
De Botton ha studiato storia all'Università di Cambridge, dove era membro del Gonville and Caius College. Ha poi completato un MPhil in filosofia al King's College di Londra (1991-1992). Ha iniziato a studiare per un dottorato di ricerca in filosofia francese all'Università di Harvard, ma ha rinunciato a questa ricerca per scrivere libri per il grande pubblico.
Alla morte di suo padre, la sua famiglia ricevette un fondo fiduciario di circa 200 milioni di sterline. La consistente eredità è stata presa a pretesto da alcuni giornali inglesi per contestare a de Botton la pretesa di parlare di lavoro, in "Lavorare piace", in quanto non ha mai avuto realmente bisogno di mantenersi. Dal canto suo, de Botton ha dichiarato di vivere completamente con i proventi delle vendite dei suoi libri..

In risposta alla domanda se si fosse sentito votato al mestiere dello scrittore, de Botton ha risposto:

"Penso che dove la gente tende a finire sia il risultato di una combinazione di incoraggiamento, caso, e fortuna. Come per molti altri, la mia carriera si è svolta così perché certe porte si sono aperte e certe altre si sono chiuse. Ad un certo punto ho pensato che sarebbe stato grande fare dei documentari. In realtà, ho scoperto che è incredibilmente difficile e molto dispendioso, e veramente non avevo il coraggio di continuare a combattere per quello. In un altro periodo, avrei potuto essere un accademico in un'università, se il sistema universitario fosse stato diverso. In definitiva, sta tutto nel trovare il miglior accordo tra i tuoi talenti e quello che il mondo può offrire in quel determinato momento.

De Botton vive attualmente a Londra, con la moglie Charlotte Neser, sposata nel 2003, e con i figli Samuel e Saul.

## Attività letteraria
De Botton ha scritto opere di diverso genere, le quali hanno avuto accoglienze contrastanti. Le reazioni positive sostengono che de Botton ha reso la letteratura più accessibile alle masse. I critici negativi dicono invece che de Botton tende a esprimere l'ovvio e hanno descritto alcuni suoi libri come ampollosi e dispersivi.

### Romanzi
Nel suo primo romanzo, Esercizi d'amore, pubblicato nel 1993, de Botton si confronta con il processo dell'inizio e della fine dell'amore. Lo stile del libro è inconsueto, in quanto mischia elementi romanzeschi con riflessioni e analisi che normalmente si trovano in opere non di finzione.
A fine aprile 2016, è stato pubblicato The course of love (tradotto in Il corso dell'amore), che attraverso i personaggi di Rabih e Kirsten, segna il ritorno al romanzo di de Botton dopo oltre venti anni.

### Saggi
De Botton ha scritto saggi nei quali le sue esperienze ed idee personali si intrecciano con quelle di artisti, filosofi e pensatori. Sono stati descritti come "filosofia quotidiana". Sebbene a volte descritti come semplici opere di volgarizzazione, in questi saggi, con l'aiuto di idee di altri pensatori, si sviluppano anche idee originali riguardo ad esempio l'amicizia, l'arte, l'invidia, il desiderio e il senso di inadeguatezza.
Fu la sua prima opera non di fantasia, Come Marcel Proust può cambiarvi la vita, a dargli notorietà internazionale nel 1997. L'opera è basata sulla vita e le opere di Marcel Proust, in cui uno dei più venerati ma meno letti libri della letteratura occidentale, Alla ricerca del tempo perduto, è la base per riflessioni filosofiche. Il libro è stato un best seller in U.S.A. e in Gran Bretagna.
Proust fu seguito nel 2000 dal Le consolazioni della filosofia. Il titolo è un riferimento all'omonimo libro di Severino Boezio, nella quale la filosofia personificata appare a Boezio per consolarlo nel periodo di prigioni che lo avrebbe portato all'esecuzione. Ne Le consolazioni della filosofia, de Botton tenta di dimostrare come gli insegnamenti di filosofi come Epicuro, Montaigne, Nietzsche, Schopenhauer, Seneca e Socrate possono essere applicati agli affanni moderni quali la impopolarità, il senso di inadeguatezza, le preoccupazioni finanziarie, i cuori spezzati e in generale il problema della sofferenza.
In seguito de Botton è tornato a uno stile di scrittura più lirico e personale. In L'arte di viaggiare, si è dedicato ai temi della psicologia del viaggio: come ci immaginiamo le destinazioni prima di raggiungerle, come ci ricordiamo delle cose belle, cosa ci accade quando osserviamo deserti, stiamo chiusi in albergo o visitiamo la campagna.
In L'importanza di essere amati (2004), esamina la quasi universale ansietà che raramente è esplicitata: cosa gli altri pensano di noi; se siamo giudicati un successo o un fallimento, dei vincenti o dei perdenti.
Nel successivo Architettura e felicità (2006) discute sulla natura della bellezza nell'architettura e come essa è correlata al benessere e all'appagamento dell'individuo e della società. Descrive come l'architettura condiziona le persone ogni giorno, sebbene esse raramente prestino ad essa particolare attenzione. Buona parte dell'opera espone come i tratti della personalità sono riflessi in architettura.
Nell'aprile 2009 de Botton ha pubblicato Lavorare piace, un'analisi di dieci lavori diversi, dalla contabilità alla manifattura di biscotti, che include duecento immagini originali e ha come scopo quello di mettere in mostra la bellezza, l'interesse e l'orrore occasionale del moderno mondo del lavoro.
Nell'agosto 2009, de Botton rispose alla gara emessa dalla BAA (British Airports Authority) presso gli agenti letterari inglesi, per un posto di "scrittore di sede" all'aeroporto di Heathrow. Il lavoro consisteva nel rimanere seduto a una scrivania nel Terminal 5 per scrivere degli arrivi e delle partenze dei passeggeri per una settimana. Il risultato è il libro Una settimana all'aeroporto (A week at the Airport).
Nel 2011 esce Religion for Atheists (tradotto in Del buon uso della religione: una guida per i non credenti) dove —come ateo convinto, con radici ebraiche— suggerisce che i laici dovrebbero, ispirandosi alla millenaria esperienza dalle religioni, riconoscerne i meccanismi di propaganda, reinterpretandoli e applicandoli a una società secolare (spesso inabile a esprimere e affermare i propri valori). Ciò andrebbe fatto anche con lo scopo di ricavarne qualche utilità, motivi di interesse o fonti di conforto, adattando alla propria vita certi principi o consuetudini religiose. La società tende più alla fascinazione del sacro che all'analisi delle modalità di convincimento, che dovrebbe portare all'uso di questi espedienti, riadattati, per propagandare il culto della ragione sulla superstizione, promuovendo sentimenti di fratellanza e una “gioiosa immersione nello spirito collettivo”.

## Attività giornalistica e documentaristica
De Botton scrive regolarmente per diversi giornali inglesi, tra i quali The Independent on Sunday. Possiede e collabora con una compagnia di produzione, la Seneca Productions, che crea regolarmente documentari televisivi basati sulle sue opere.

## Altre attività

### School of life
Dal 2008 De Botton è impegnato in un'iniziativa culturale, con base a Londra, denominata "School of life" (Scuola di vita), nella quale viene offerta un'istruzione che ha come fine una vita completa. In un'intervista, de Botton ha detto:

L'intenzione è sfidare le università tradizionali e riorganizzare la conoscenza, orientandola verso la vita, e lontana dal sapere fine a se stesso. In parole povere, è un istituto che cerca di dare alla gente quello che penso le università dovrebbero sempre dare: un senso di orientamento e saggezza per la vita con l'aiuto della cultura

### Living Architecture
Nel maggio del 2009 de Botton è stato l'ispiratore di un nuovo progetto architettonico denominato "Living Architecture" (Architettura vivente) che propone di costruire una serie di residenze innovative in Gran Bretagna, con l'aiuto di alcuni architetti contemporanei di spicco, tra i quali Peter Zumthor, MVRDV e Michael e Patti Hopkins. Gli edifici sono destinati a essere affittati al pubblico. Lo scopo del progetto è quello di migliorare l'accoglienza dell'architettura moderna e si presenta come la continuazione pratica delle teorie espresse nel suo libro Architettura e felicità.

## Opere
- 1993 - Essays in Love, Esercizi d'amore,  Guanda, 1995 ISBN 8877467029
- 1994 - The Romantic Movement, Il piacere di soffrire  Guanda, 1996 ISBN 8877468599
- 1995 - Kiss & Tell, Cos'è una ragazza  Guanda, 1997 ISBN 8877469331
- 1997 - How Proust Can Change Your Life, Come Marcel Proust può cambiarvi la vita  Guanda, 1998 ISBN 8882460150
- 2000 - The Consolations of Philosophy, Le consolazioni della filosofia, Guanda, 2000 ISBN 8882462757
- 2002 - The Art of Travel, L'arte di viaggiare, Guanda, 2002 ISBN 8882464237
- 2004 - Status Anxiety, L'importanza di essere amati, Guanda, 2004 ISBN 888246654X
- 2006 - The Architecture of Happiness, Architettura e felicità, Guanda, 2006 ISBN 8882469700
- 2009 - The Pleasures and Sorrows of Work, Lavorare piace, Guanda, 2009. ISBN 9788860880376
- 2009 - A Week at the Airport, Una settimana all'aeroporto,  Guanda, 2010. ISBN 9788860887641
- 2011 - Religion for Atheists, Del buon uso della religione. Una guida per i non credenti, Guanda, 2011. ISBN 9788860885227
- 2012 - How to Think More About Sex, Come pensare (di più) il sesso, Guanda, 2012. ISBN 9788823500938
- 2013 - Art as Therapy), con John Armstrong, L'arte come terapia,  Guanda, 2013. ISBN 9788823506367
- 2014 - The News: A User's Manual, News. Le notizie: istruzioni per l'uso, Guanda, 2014. ISBN 9788823507524
- 2016 - The Course of Love, Il corso dell’amore, Guanda, 2016.ISBN 978-88-235-1706-6

## Trasposizioni televisive
Nel 2000 sono stati tratti da How Proust Can Change Your Life l'omonimo docu-drama televisivo, con Ralph Fiennes nel ruolo di Marcel Proust, da The Consolations of Philosophy una serie in sei episodi intitolata Philosophy: A Guide to Happiness. Nel 2004 è stato tratto da Status Anxiety l'omonimo documentario. Nel 2006 da The Architecture of Happiness è stata tratta la miniserie in tre episodi The Perfect Home.